# Обмежувальна ділова практика
Обмежувальна ділова практика — здійснення індивідуальних або колективних заходів, спрямованих на обмеження конкуренції та монополізацію виробництва, розподілу, обміну, споживання товарів і одержання надприбутків.